# Deutsche Floorball-Kleinfeldmeisterschaft 2019
Die Deutsche Floorball-Meisterschaft der Herren Kleinfeld 2019 fand am 29. Juni und 30. Juni 2019 beim TV Dinklage in Dinklage in Niedersachsen statt. Ausgetragen wurden die Spiele im TVD Sportpark. In der Finalrunde spielten acht Mannschaften in zunächst zwei Vorrundengruppen um den Einzug in das Halbfinale. Deutscher Meister in einem packenden Finale wurden die Schakale Schkeuditz mit einem 9:8-Sieg gegen den TSV Tollwut Ebersgöns. Schkeuditz, die im Jahr zuvor noch Vizemeister auf dem Kleinfeld wurden, sicherten sich somit ihre erste Deutsche Meisterschaft der Herren auf dem Kleinfeld.

## Teilnehmer
Folgende 8 Mannschaften aus den vier Regionen qualifizierten sich für die Deutsche Meisterschaft:

Nord: Hannover Mustangs und ETV Piranhhas Hamburg 2

West: SSF Dragons Bonn und TSV Tollwut Ebersgöns

Ost: Schakale Schkeuditz und MFBC Leipzig

Süd: Lumberjacks Rohrdorf und TV Schriesheim

## Vorrunde

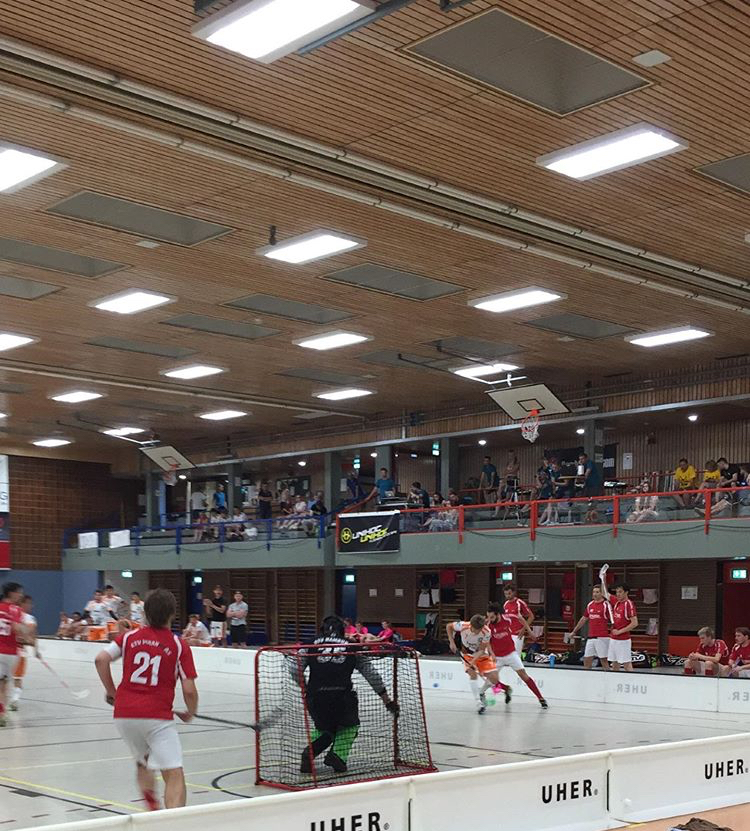
Vorrundenspiel ETV Piranhhas Hamburg 2 gegen die Lumberjacks Rohrdorf am 29. Juni 2019

### Gruppe A
| Platz | Verein                | Sp | S | U | N | SDS | SDN | +  | -  | Pkt |
| ----- | --------------------- | -- | - | - | - | --- | --- | -- | -- | --- |
| 1.    | Schakale Schkeuditz   | 3  | 3 | 0 | 0 | 1   | 0   | 29 | 23 | 8   |
| 2.    | TSV Tollwut Ebersgöns | 3  | 1 | 0 | 2 | 0   | 2   | 30 | 22 | 5   |
| 3.    | Hannover Mustangs     | 3  | 2 | 0 | 1 | 1   | 0   | 33 | 28 | 5   |
| 4.    | TV Schriesheim        | 3  | 0 | 0 | 3 | 0   | 0   | 18 | 37 | 0   |

| Hannover Mustangs | 10 | – | 11 | Schakale Schkeuditz | 29. Juni 2019 | 09:00 Uhr |

| TV Schriesheim | 4 | – | 14 | TSV Tollwut Ebersgöns | 29. Juni 2019 | 11:00 Uhr |

| Hannover Mustangs | 13 | – | 8 | TV Schriesheim | 29. Juni 2019 | 13:00 Uhr |

| Schakale Schkeuditz | 8 | – | 7 | n. V. | TSV Tollwut Ebersgöns | 29. Juni 2019 | 15:00 Uhr |

| Schakale Schkeuditz | 10 | – | 6 | TV Schriesheim | 29. Juni 2019 | 17:00 Uhr |

| TSV Tollwut Ebersgöns | 9 | – | 10 | n. V. | Hannover Mustangs | 29. Juni 2019 | 19:00 Uhr |

### Gruppe B
| Platz | Verein                  | Sp | S | U | N | SDS | SDN | +  | -  | Pkt |
| ----- | ----------------------- | -- | - | - | - | --- | --- | -- | -- | --- |
| 1.    | MFBC Leipzig            | 3  | 2 | 0 | 1 | 0   | 1   | 29 | 24 | 7   |
| 2.    | SSF Dragons Bonn        | 3  | 2 | 0 | 1 | 0   | 0   | 24 | 21 | 6   |
| 3.    | ETV Piranhhas Hamburg 2 | 3  | 1 | 0 | 2 | 0   | 0   | 20 | 26 | 3   |
| 4.    | Lumberjacks Rohrdorf    | 3  | 1 | 0 | 2 | 1   | 0   | 19 | 21 | 2   |

| ETV Piranhhas Hamburg 2 | 7 | – | 11 | MFBC Leipzig | 29. Juni 2019 | 10:00 Uhr |

| Lumberjacks Rohrdorf | 5 | – | 6 | SSF Dragons Bonn | 29. Juni 2019 | 12:00 Uhr |

| ETV Piranhhas Hamburg 2 | 8 | – | 6 | Lumberjacks Rohrdorf | 29. Juni 2019 | 14:00 Uhr |

| MFBC Leipzig | 11 | – | 9 | SSF Dragons Bonn | 29. Juni 2019 | 16:00 Uhr |

| MFBC Leipzig | 7 | – | 8 | n. V. | Lumberjacks Rohrdorf | 29. Juni 2019 | 18:00 Uhr |

| SSF Dragons Bonn | 9 | – | 5 | ETV Piranhhas Hamburg 2 | 29. Juni 2019 | 20:00 Uhr |

## Platzierungsspiele

### Spiel um Platz 7
| TV Schriesheim | 4 | – | 11 | Lumberjacks Rohrdorf | 30. Juni 2019 | 11:30 Uhr |

### Spiel um Platz 5
| Hannover Mustangs | 12 | – | 9 | ETV Piranhhas Hamburg 2 | 30. Juni 2019 | 12:15 Uhr |

## Finalrunde

### Halbfinale
| Schakale Schkeuditz | 9 | – | 6 | SSF Dragons Bonn | 30. Juni 2019 | 09:00 Uhr |

| TSV Tollwut Ebersgöns | 8 | – | 4 | MFBC Leipzig | 30. Juni 2019 | 10:15 Uhr |

### Spiel um Platz 3
| SSF Dragons Bonn | 8 | – | 5 | MFBC Leipzig | 30. Juni 2019 | 14:00 Uhr |

### Finale
| Schakale Schkeuditz | 9 | – | 8 | TSV Tollwut Ebersgöns | 30. Juni 2019 | 15:15 Uhr |

## Endplatzierungen
| Kleinfeldmeisterschaft 2019 | Kleinfeldmeisterschaft 2019 |
| --------------------------- | --------------------------- |
| Platz 1                     | Schakale Schkeuditz         |
| Platz 2                     | TSV Tollwut Ebersgöns       |
| Platz 3                     | SSF Dragons Bonn            |
| Platz 4                     | MFBC Leipzig                |
| Platz 5                     | Hannover Mustangs           |
| Platz 6                     | ETV Piranhhas Hamburg 2     |
| Platz 7                     | Lumberjacks Rohrdorf        |
| Platz 8                     | TV Schriesheim              |

## Scorerliste
| Platz | Spieler             | Verein              | Spiele | Tore | Vorl. | Scorerpunkte |
| ----- | ------------------- | ------------------- | ------ | ---- | ----- | ------------ |
| 1.    | Florian Weißkirchen | SSF Dragons Bonn    | 5      | 22   | 6     | 28           |
| 2.    | Maurice Keller      | Hannover Mustangs   | 4      | 12   | 15    | 27           |
| 3.    | Stanislav Kanta     | Schakale Schkeuditz | 5      | 15   | 10    | 25           |
| 4.    | Svenson Hoppe       | Schakale Schkeuditz | 5      | 10   | 10    | 20           |
| 5.    | Jeffrey Keller      | Hannover Mustangs   | 4      | 10   | 9     | 19           |